# Henry Weed Fowler
Henry Weed Fowler (Holmesburg, Pennsylvania, 23 de marzo de 1878 – 21 de junio de 1965) fue un zoólogo estadounidense.

## Biografía
Estudió en la Universidad de Stanford, donde tuvo como profesor a David Starr Jordan. Ingresó en la Academy of Natural Sciences (en español: Academia de Ciencias Naturales) en Filadelfia en 1894 y desarrolló su actividad durante 71 años en esta institución, trabajando como ayudante desde 1903 hasta 1922, como conservador adjunto de vertebrados entre 1922 y 1934, conservador de peces y reptiles entre 1934 y 1940 y conservador de peces entre 1940 y 1965.
Publicó material sobre numerosos temas entre los que se incluyen crustáceos, aves, reptiles y anfibios, pero la parte más importante de su trabajo está dedicada a los peces.
En 1916 participó con John Treadwell Nichols y Dwight Franklin en la fundación de la American Society of Ichthyologists and Herpetologists (en español: Sociedad Americana de Ictiólogos y Herpetólogos), de la que fue tesorero hasta finales de 1927.
Henry W. Fowler también fue miembro del Delaware Valley Ornithological Club (en español: Club Ornitológico del Valle del Delaware) desde 1894 hasta el día de su muerte y asumió el cargo de presidente del Club durante el periodo 1916-1918.

## Abreviatura
La abreviatura Fowler se emplea para indicar a Henry Weed Fowler como autoridad en la descripción y taxonomía en zoología.